# Epístolas a Timoteo

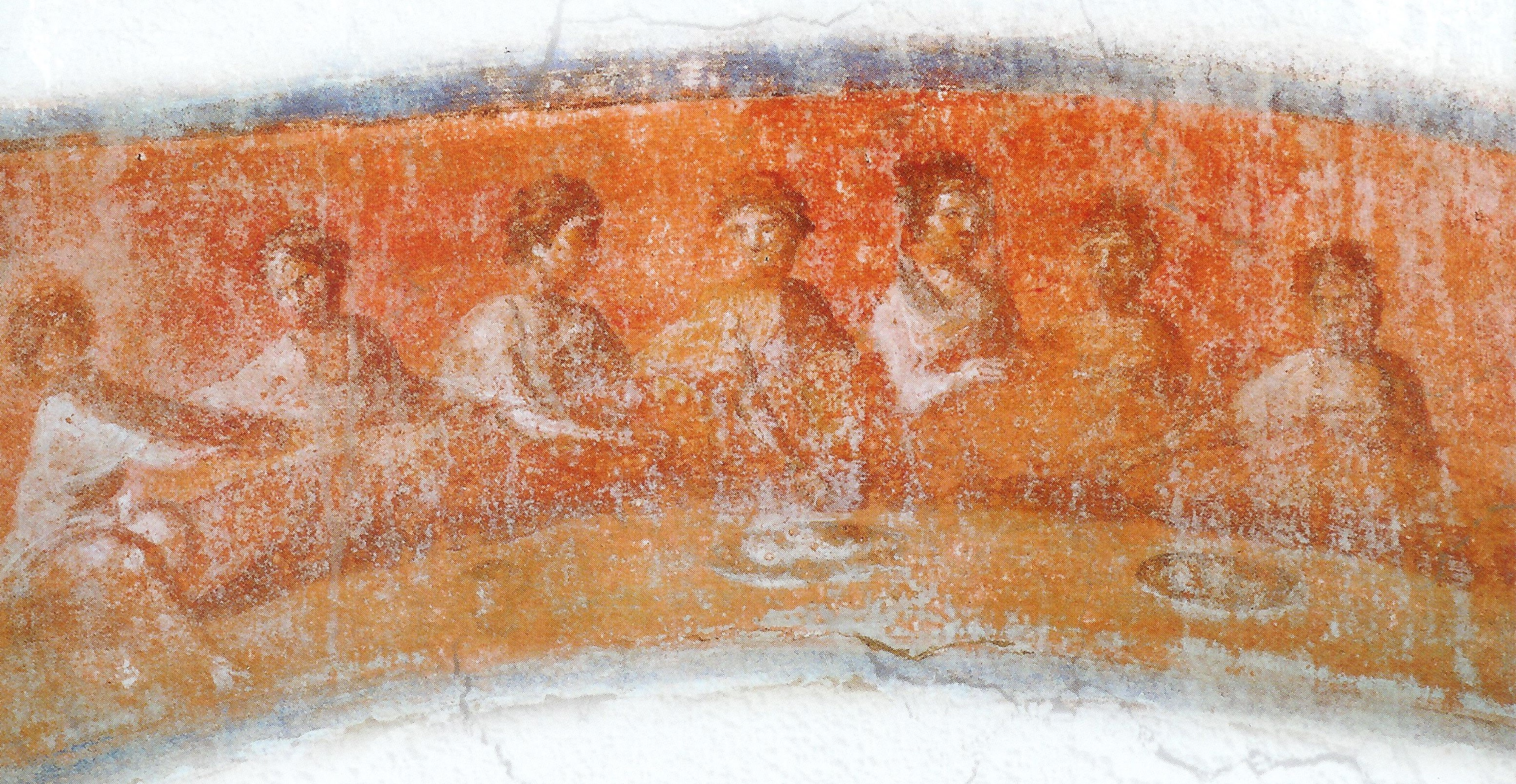
Ágape con la escena de la Fractio panis.

Las dos Epístolas de San Pablo a Timoteo, junto con la escrita a Tito, forman un grupo peculiar en el epistolario paulino, llamado en el siglo XVIII epístolas pontificales, y desde el siglo XVIII epístolas o cartas pastorales. 
Están muy relacionadas entre sí por el fondo, por la forma y por sus circunstancias históricas, por lo que los autores suelen estudiarlas en bloque. Como las demás epístolas paulinas, son inspiradas y forman parte del Nuevo Testamento. Aunque el Apóstol buscaba con estas cartas el bien e instrucción de las comunidades cristianas, las epístolas llamadas pastorales no las escribe directamente a ellas, sino a los pastores que las dirigen, dándoles instrucciones para el mejor ejercicio de su ministerio.
En las tres, más que precisar el contenido del mensaje cristiano, que ya es conocido, recuerda San Pablo la obligación de conservarlo íntegro y defenderlo de los falsos maestros u profetas, y para ello la de cuidar la organización y orientación de la vida cristiana de la comunidad de fieles; de este modo, algunos quieren ver en ellas ciertos testimonios del derecho eclesiástico primero. También las epístolas pastorales llenan providencialmente con datos históricos de interés el vacío que existe entre el final de los Hechos de los Apóstoles y la muerte de Pedro y Pablo, aparte de los puntos doctrinales que tocan...
(Las dos Epístolas a Timoteo se citarán abreviadamente como 1 Tim y 2 Tim).

## Timoteo
El destinatario inmediato de las dos Epístolas era natural de Listra de Licaonia, de padre gentil y madre judía (Hechos 16,1) y educado desde niño en el conocimiento y amor a la Sagrada Escritura por su madre, Eunice, y su abuela Loida (2 Tim 1,5; 3,15). Probablemente convertido y bautizado por el propio San Pablo en su primera visita a Listra, se le asoció como compañero en el segundo viaje apostólico, sometiéndose antes a la costumbre judìa, es decir a la circuncisión, por disposición del Apóstol, para ser mejor recibido por los judíos y no obstaculizar su conversión (Hechos 16,3). Pablo encomendó a este discípulo de toda su confianza (cfr. Filip. 2,19-23) misiones especiales en Tesalónica (Tes. 3,2-6), en Corinto (1 Cor 4,17; 16,10), en Macedonia (Hechos 19,22), en Filipos (Filip. 2,19-24) y sobre todo en Éfeso (1 Tim 1,3). Es posible que acompañase a San Pablo en su último viaje a Jerusalén, durante la prisión de Cesarea y en la travesía marítima hacia Roma. Ciertamente está a su lado en la primera cautividad romana y prueba de ello es que el nombre de Timoteo aparece junto al de Pablo en el saludo de las cartas a los Filipenses, Colosenses y Filemón. Se ignora si acompañó al Apóstol, liberado ya de sus cadenas, en su viaje a España, pero con él andaba sin duda en sus nuevos viajes por el Oriente, quedándose por petición de su maestro en Éfeso, para atender las necesidades de la Iglesia allí. Requerido urgentemente por Pablo, que de nuevo se encuentra prisionero en Roma (2 Tim 4,9.21), acude a su lado, asistiéndole y sirviéndole de consuelo verosímilmente hasta el último momento.
Fue indudablemente Timoteo figura destacada en la Iglesia del primer siglo y en sus relaciones con el Apóstol. Destinatario de dos cartas, su nombre aparece además citado 6 veces en el Libro de los Hechos y 18 en las Epístolas de Pablo. Su salud no era fuerte (cfr. 1 Tim 5,23) y se le considera de carácter tímido (cfr. 1 Cor 16,10). Su entrega, desinterés, humildad y fidelidad dieron pie el aprecio de su maestro, que a duras penas prescindía de su compañía. Se le venera como obispo de Éfeso, y según una tradición tardía, murió mártir el año 97. Recientemente se ha creído descubrir sus reliquias en Térmoli (cfr. A. Ferrua, Le reliquie di San Timoteo, « Civiltá Cattolica» 1947, 3,328-336).

## Primera epístola

### Ocasión y fecha de redacción
De la lectura de la carta se deduce que Pablo ha estado recientemente en Éfeso y ha observado el estado de cosas en la comunidad cristiana: hay falsos predicadores que ponen en peligro la fe de aquellos fieles; estos están necesitados de una mejor formación religiosa; hay que hacer una elección esmerada de los ministros sagrados; el culto cristiano está necesitado de mejor organización. Pablo tiene que ir a Macedonia y, al partir con intención de volver, ruega a Timoteo que se quede en Éfeso para ir solucionando estos problemas, comenzando por el de los falsos doctores (1,3; 4,13). Ausente de Éfeso, sin saber cuándo volverá, decide escribir esta carta: «Esto te escribo con la esperanza de ir a verte pronto, para que, si tardo, veas cómo te conviene conducirte en la casa de Dios, que es la Iglesia de Dios vivo, columna y fundamento de la verdad» (3,14-15). La preocupación de Pablo por la Iglesia en Éfeso, donde ha evangelizado durante tres años, el deseo de echar una mano al discípulo querido en su difícil apostolado, su ausencia forzada y la urgencia de los problemas son los motivos que dieron ocasión a esta preciosa carta, escrita con toda probabilidad desde Macedonia.
Pero ¿cuándo la escribió? Los hechos que hemos citado hay que compaginarlos con los minuciosos datos recogidos por San Lucas en Act (cap. 19 y 20), referentes a la evangelización de Éfeso, salida de Pablo para Macedonia, adonde antes había enviado a Timoteo, para continuar más tarde viaje a Jerusalén, sin haber vuelto a Éfeso (Act 20, 16), y de Jerusalén volverá el Apóstol a Roma en calidad de prisionero. Es, pues, evidente que la situación histórica que supone la primera carta no pudo tener lugar antes de la cautividad romana de Pablo, sino después de ella. Por otra parte, la gran difusión de las doctrinas erróneas y la recomendación hecha a Timoteo de no elegir para el episcopado a ningún neófito (3,6) indican y hacen suponer que la Iglesia no se ha fundado allí recientemente, sino que está bastante desarrollada, y esto nos lleva igualmente a una época de tiempo posterior a la primera cautividad de Pablo. Por eso, hay que poner, como reconocen la tradición y los diversos autores, la composición de la carta en los a. 63-66, más probablemente ca. 64-65.

### Contenido
Aunque la carta sea sobre todo pastoral, también contiene enseñanzas doctrinales, a veces importantes. Como el que no quiere, o mejor, como el que no puede menos, San Pablo va sembrando su carta de afirmaciones: «Cristo vino al mundo para salvar a los pecadores» (1,15), «uno es el mediador entre Dios y los hombres, el hombre Cristo Jesús, que se entregó a sí mismo para redención de todos» (2,5-6), «la Iglesia, columna y fundamento de la verdad» (3,15), «toda criatura de Dios es buena» (4,4). Además, de las mismas instrucciones pastorales brotan enseñanzas interesantes, por ejemplo, sobre la vida y organización de la Iglesia, que se presenta no amorfa y carismática, sin relaciones mutuas de los miembros entre sí, sino por el contrario organizada y jerarquizada, como «una casa o familia» de Dios con superiores y súbditos. Pero la carta es eminentemente pastoral a base de instrucciones, normas, avisos, exhortaciones y consejos, que se refieren a: 
- - 1) los falsos doctores (1,3-11; 4,1-7; 6,1-10);
  - 2) los ministros sagrados (3,1-16; 5,17-25);
  - 3) la comunidad de fieles (2,1-15; 5,1-16; 6,1-2.17-19);
  - 4) la persona de Timoteo (1,18-20; 4,7-16; 6,11-16.20).

- Honda preocupación sentía el Apóstol por algunos, que «alardean de doctores de la Ley, sin entender lo que dicen o lo que afirman», que enseñan «doctrinas extrañas, fábulas y genealogías inacabables», «prohíben las bodas y se abstienen de alimentos», son «embaucadores e hipócritas», que tienen la piedad «por materia de lucro» y se dejan llevar por la avaricia, «se extravían de la fe y a sí mismos se atormentan con muchos dolores». Estas extrañas doctrinas no son las doctrinas gnósticas de mediados del siglo II, sino especulaciones en torno a la Ley y a las genealogías bíblicas, con mezcla de elementos judíos y helenistas, como parece que hubo entre los colosenses y antes entre los esenios de Oumrán. T. ha de oponerse a estos falsos maestros «nutrido en las palabras de la fe y de la buena doctrina», «desechando las fábulas profanas y los cuentos de viejas», «evitando las palabrerías vanas y las contradicciones de la falsa ciencia», y requiriendo a los que lo hacen no sigan enseñando esas doctrinas, más aptas «para engendrar disputas que para el plan de salud de Dios mediante la fe» (1,4).

- San Pablo recuerda la importancia de la elección de ministros sagrados (obispos, presbíteros, diáconos) como encargados de la predicación y de la enseñanza (cfr. 5,17). Expone las cualidades humanas, sociales y pedagógicas de que deben estar adornados, y desde luego morales, si bien se dan por supuestas las virtudes estrictamente cristianas. Entre otras cualidades, exige el Apóstol que sea una sola vez casado (no en segundas nupcias), «capaz de enseñar», y que en su casa haya manifestado tener dotes de gobierno, «pues quien no sabe gobernar su casa, ¿cómo va a cuidar de la Iglesia de Dios?» (3,5). Excluye también a los «neófitos», por no considerarlos suficientemente maduros y estar más expuestos a peligros, y considera conveniente que gocen de buena fama «ante los de fuera». Que Pablo daba mucha importancia a la buena selección de los que estaban al frente de los fieles se deduce del grave consejo que da a Timoteo: «No seas precipitado en imponer las manos a nadie, no vengas a participar de los pecados ajenos. Guárdate puro» (5,22); estas palabras son desde luego referentes a la ordenación, y no al perdón de los pecadores.

- Con relación a la comunidad de los fieles y cómo debe tratar a las diversas clases de personas que la forman, Pablo da a Timoteo instrucciones muy concretas y oportunas: que en sus reuniones oren «por todos los hombres, por los reyes y por todos los constituidos en dignidad», los hombres «levantando las manos puras», las mujeres con recato y modestia, no enseñando sino aprendiendo en silencio; que trate a los ancianos con todo respeto, a los jóvenes como a hermanos, a las jóvenes como a hermanas, «con toda castidad»; le da normas particulares sobre el comportamiento con las viudas, según las tres distintas situaciones en que pueden encontrarse (5,3-16); le aconseja honre a los presbíteros y no reciba acusación contra un presbítero «si no fuese apoyada por dos o tres testigos»; a los siervos debe inculcarles respeto y sumisión a sus amos, y a los ricos que «no sean altivos ni pongan su confianza en la incertidumbre de las riquezas, sino en Dios» (6,17).

- Finalmente, esparcidos entre las diversas instrucciones están consejos muy particulares, que como un padre a su hijo querido da Pablo a su discípulo: «Ejercítate en la piedad» (4,7); «que nadie tenga en poco tu juventud; antes sirvas de ejemplo a los fieles en la palabra, en la conversación, en la caridad, en la fe, en la castidad» (4,12); «no descuides la gracia, que posees, conferida por la imposición de manos de los presbíteros» (4,14); «combate los buenos combates de la fe, asegúrate la vida eterna» (6,12); y el último consejo antes de despedirse: «guarda el depósito a ti confiado» (6,20).

## Segunda epístola

### Ocasión y fecha de composición
Por la carta sabemos que Pablo está prisionero, abandonado de todos, excepto de Lucas, sin esperanza de liberación, antes bien, presintiendo cercano su fin (4,6.10-11). En esas angustiosas circunstancias, San Pablo piensa en el discípulo predilecto Timoteo, «por quien ora sin cesar y a quien está deseoso de ver» (1,3-4). El Apóstol considera necesaria su presencia, juntamente con la de Marcos, en esos momentos y se decide a escribirle. Dos veces le dice: «date prisa en venir a mí» (4,9.21). Además, no le sufría el corazón en aquella soledad no comunicar al discípulo su crítica situación y las novedades ingratas.
Podía quizá pensar también Pablo que sus postreras palabras antes de la inmolación fortalecerían el ánimo de Timoteo, inclinado a la timidez, que no contaría ya en adelante con su apoyo y autoridad; y finalmente, el Apóstol querría insistir una vez más en sus recomendaciones para que con toda valentía se opusiera a las falsas corrientes doctrinales. Cuanto acabamos de decir pudo muy bien dar ocasión a esta carta, testamento espiritual de aquel gran enamorado de Cristo y apóstol por el mundo de su mensaje de salvación.
En cuanto a la fecha y lugar en que fue escrita, los autores coinciden en afirmar que fue en Roma algunos meses antes de la muerte de San Pablo, probablemente hacia el verano u otoño del 66, en su segunda cautividad romana. A esta conclusión cierta conducen los datos, que aporta esta carta, sobre su desamparo y ninguna esperanza de liberación (cfr. 1,15; 4,10.16-18), que reflejan una situación totalmente distinta de la que rodeaba a Pablo en la primera cautividad romana, según aparece en Act y en las epístolas de la cautividad, por donde sabemos que le acompañaban gran número de fieles colaboradores, y él esperaba verse pronto en libertad (cfr. Act 28, 30-31; Phil 1,12.25-26; 2,23-24; Col 4,7-14; Philm 2224). Además, a Tráfimo no pudo Pablo dejarle enfermo en Mileto (cfr. 4,20) sino después de verse libre de la prisión, no antes, puesto que sabemos estaba con el Apóstol en Jerusalén (cfr. Act 21,29), y desde allí vino Pablo prisionero a Roma sin pasar por Mileto. Este dato y otros de 1 Tim y de la de Tito, amén de los testimonios explícitos de la tradición (Clemente R., Fragmento de Muratori) llevan a admitir como un hecho que el Apóstol disfrutó, después de dos años de prisión, de un periodo de libertad, por lo menos provisional, y de actividad apostólica, que terminó con una nueva prisión en Roma, pero ignorando en qué circunstancias, cómo y cuándo fue hecho prisionero.

### Contenido
Es más breve que 1 Tim, pero con un carácter personal de intimidad mucho más acusado. Su contenido puede sintetizarse en estos tres capítulos:
- - 1) exhortaciones y recomendaciones a Timoteo;
  - 2) instrucciones sobre la conducta a observar con los nuevos doctores;
  - 3) noticias personales directa o indirectamente.

- Al discípulo joven, que tiene que enfrentarse con un apostolado difícil, le exhorta a ser valiente en el ejercicio de su ministerio (1,6-2,13), haciendo revivir la gracia de la ordenación, donde recibió «no un espíritu de temor, sino de fortaleza, de amor y de templanza»; le ayudarán a sentirse animado el recuerdo de su elección divina y el ejemplo de Cristo y de Pablo, de quienes no debe avergonzarse; «fiado en el poder de Dios», «confiado en la gracia de Cristo» debe entregarse totalmente al ministerio, como se entregan a lo suyo el soldado, el atleta y el labrador. Le recomienda guardar «el buen depósito», y lo que oyó de Pablo debe encomendarlo «a hombres fieles capaces de enseñar a otros» (1,14; 2,2).

- Con relación a los nuevos doctores, que falsean la verdad, le da instrucciones concretas positivas y negativas (2,14-4,8): que no se ocupe «en disputas vanas, que para nada sirven»; que evite «las cuestiones vanas y tontas, sabiendo que engendran altercados», y que se guarde de esos hombres impíos, «que siempre están aprendiendo, sin lograr jamás llegar al conocimiento de la verdad» (3,7). Positivamente le recomienda: «permanece en lo que has aprendido y te ha sido confiado, considerando de quiénes lo aprendiste» y le recuerda las utilidades de la S. E., divinamente inspirada, en el ministerio (3,14-17); vendrá un tiempo «en que no sufrirán la sana doctrina» y se volverán a las fábulas, «pero tú vela en todo, soporta los trabajos, haz obra de evangelista, cumple tu ministerio» (4,3-5).

- Al principio y al final de la carta le da noticias muy personales (1,3-5; 15-18; 4,9-22): Pablo se acuerda de Timoteo en sus oraciones todos los días y está deseoso de verle; le comunica su inminente muerte: «a punto estoy de derramarme en libación, siendo ya inminente el tiempo de mi partida» (4,6-8); le da cuenta de dónde están algunos discípulos y de cómo otros le han abandonado, «sólo Lucas está conmigo», y le ruega que se dé prisa en venir a su lado y traiga consigo a Marcos y lo que dejó olvidado en casa de Carpio.

## Autenticidad de las Epístolas
Desde el principio la tradición cristiana, cuyos testimonios implícitos y explícitos son en número abrumador en este caso, ha atribuido la paternidad de las dos cartas a Timoteo al apóstol San Pablo. Eusebio de Cesarea, gran investigador del canon del Nuevo Testamento, cataloga las dos cartas entre los escritos «omologumenos», es decir, reconocidos por todas las iglesias, sin discusión ninguna, como divinamente inspirados y como auténticos del Apóstol. En 1804, por vez primera en la historia, el protestante Schmidt expuso dudas sobre el origen paulino de 1 Tim, y tres años más tarde Schleiermacher lo niega en absoluto. Eichorn extiende la negación a las tres cartas pastorales en 1812, y diversos críticos racionalistas y protestantes liberales seguirán esa opinión, considerando las dos cartas como escritas por un autor anónimo hacia la mitad o a principios del s. II. Dicha opinión carece de pruebas, y hoy muchos seguidores de la corriente protestante liberal admiten, como ya hizo Harnack, mayor o menor cantidad de fragmentos auténticamente paulinos, sobre todo en la 2 Tim. Aparte de la cuestión indubitable de que son inspiradas y forman parte del Nuevo Testamento, todos los autores católicos y bastantes del campo acatólico mantienen la tesis tradicional que reconoce la paternidad paulina, por no haber razones de peso para abandonarla. En esa línea se expresó la Pontificia Comisión Bíblica en su Respuesta de 12 jun. 1913 (Denz. 2172).